# Comitè de Publicitat Catalana de Xile
Comitè de Publicitat Catalana de Xile fou un grup polític independentista català creat el setembre del 1923 a Santiago de Xile per Josep Abril i Llinés com a president, Frederic Margarit, com a secretari general i Josep Carbó. Usava indistintament el nom de l'entitat en català o en castellà i desplegà una gran activitat propagandística difonent els escrits d'Abril i Llinès entre els casals catalans d'Amèrica. Actuava a Santiago, Valparaíso, Concepción, Punta Arenas i Iquique. Distribuïa mocadors amb l'estelada i el poema A la Catalunya històrica de Joan B. Alemany i Borràs.
Inicialment es va adherir a Estat Català, reuní 10.000 francs francesos per al moviment insurgent de Francesc Macià, però el 1928 qüestionà el seu liderar. Formà aleshores un front comú amb el Grup Separatista Avant de Montevideo, el Comitè Nosaltres Sols de Paranà i la Comissió de Propaganda Catalana de Buenos Aires impulsada per Manuel Massó i Llorens, editaren el diari Nova Catalunya i signaren el manifest Als separatistes catalans el 1929. Cap al 1930 comptava amb uns 304 activistes, però la mort d'Abril i Llinés el 1929 a Xile i la proclamació de la Segona República Espanyola provocaren al dissolució del grup.